# Penianthus zenkeri
Penianthus zenkeri là một loài thực vật có hoa trong họ Biển bức cát. Loài này được (Engl.) Diels mô tả khoa học đầu tiên.